# 晋庄镇 (社旗县)
晋庄镇，是中华人民共和国河南省南阳市社旗县下辖的一个乡镇级行政单位。

## 行政区划
晋庄镇下辖以下地区：
晋庄村、何营村、前曹村、后曹村、林庄村、陈建龙村、花马营村、崔官庄村、刘关庄村、万营村、大王庄村、小河陈村、刘老家村、桃园村、曹湾村和关青村。